# 赤塚正助

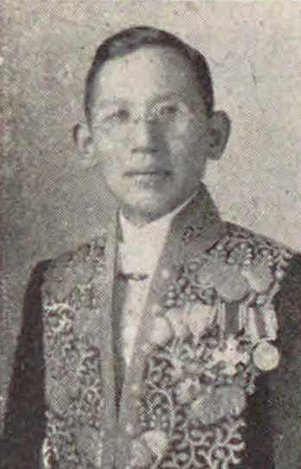
赤塚正助

赤塚 正助（あかつか しょうすけ、1872年10月8日（明治5年9月6日） - 1942年（昭和17年）5月6日）は、明治から昭和前期の外交官、衆議院議員（立憲民政党→立憲政友会）。

## 経歴
鹿児島県姶良郡蒲生村（現在の姶良市）に旧薩摩藩士・赤塚源太郎の三男として生まれた。1892年（明治25年）7月、鹿児島高等中学造士館予科卒業、1894年（明治27年）7月、鹿児島高等中学造士館本科卒業。1897年（明治30年）、東京帝国大学法科大学法律学科（英法）を卒業し、外交官及領事官試験に合格した。1898年（明治31年）外務省に入省し、廈門領事、釜山領事、マニラ領事、外務省通商局第一課長などを歴任し、1912年（明治45年）に広東総領事に就任した。やがて奉天総領事に転じ、関東都督府参事官と朝鮮総督府事務官を兼任した。奉天総領事として張作霖との交渉を担当した。1923年（大正13年）、駐オーストリア公使に任命され、駐ハンガリー公使も兼ね、1926年（大正15年）まで務めた。
退官後の1928年（昭和3年）2月、第16回衆議院議員総選挙（鹿児島県第2区、立憲民政党）に出馬して当選し、衆議院議員に1期在任した。床次竹二郎と行動を共にした。1930年（昭和5年）2月、第17回総選挙（鹿児島県第2区、立憲政友会公認）では次点で落選した
政界引退後は新潟の別荘で余生を送り、1942年に病没した。墓所は多磨霊園。

## 人物
1916年に半年赤塚広州総領事の下に領事官補として勤めた石射猪太郎によると、「言動が開放的ですこし巧まない。ユーモアと情味が飾らない辺幅からほどばしる。酒を愛し、談論を好み、しかも識見には独創味があった。中国側との宴席では、拳を打ち、斗酒なお辞せずの「海量」を発揮して、渾然中国人と融け合った。」。

## 栄典
- 1926年（大正15年）12月1日 - 従三位[14]